# Puerto López (Ekwador)
Puerto López – miasto w zachodnim Ekwadorze, nad Oceanem Spokojnym, położone w prowincji Manabí, stolica kantonu Puerto López. 
Siedziba zarządu Parku Narodowego Machalilla. Przez miasto przebiega droga krajowa E15.

## Baza hotelowa
- Hotel Nantu[2]
- Hotel Pacificot[3]